# Вілас (Південна Дакота)
Вілас (англ. Vilas) — місто (англ. town) в США, в окрузі Майнер штату Південна Дакота. Населення — 29 осіб (2020).

## Географія
Вілас розташований за координатами 44°0′30″ пн. ш. 97°35′45″ зх. д. / 44.00833° пн. ш. 97.59583° зх. д. (44.008316, -97.595945).  За даними Бюро перепису населення США в 2010 році місто мало площу 6,02 км², уся площа — суходіл.

## Демографія
Згідно з переписом 2010 року, у місті мешкало 20 осіб у 9 домогосподарствах у складі 6 родин. Густота населення становила 3 особи/км².  Було 13 помешкання (2/км²).
Расовий склад населення:
| - 100,0 % — білих |

До двох чи більше рас належало 0,0 %. Частка іспаномовних становила 0,0 % від усіх жителів.
За віковим діапазоном населення розподілялося таким чином: 35,0 % — особи молодші 18 років, 55,0 % — особи у віці 18—64 років, 10,0 % — особи у віці 65 років та старші. Медіана віку мешканця становила 42,5 року. На 100 осіб жіночої статі у місті припадало 233,3 чоловіків;  на 100 жінок у віці від 18 років та старших — 225,0 чоловіків також старших 18 років.
Середній дохід на одне домашнє господарство  становив 72 686 доларів США (медіана — 56 563), а середній дохід на одну сім'ю — 72 686 доларів (медіана — 56 563). 
Цивільне працевлаштоване населення становило 12 осіб. Основні галузі зайнятості: освіта, охорона здоров'я та соціальна допомога — 41,7 %, виробництво — 25,0 %, роздрібна торгівля — 8,3 %, публічна адміністрація — 8,3 %.